# Draconic
Draconic szerb progresszív metal zenekar.

## Története
2003-ban indult Branislav Stanković billentyűs szóló projektjeként. Stankovic az Alogia zenekar beugró embere volt. 2004-ben megalapította a Draconic zenekart saját aktuális zenekarából. Vanja Dušan Andrijašević - gitáros és David Lazar Galić - basszusgitár. Majd még abban az évben felvették a Conflux albumot, amely a Rock Express Records gondozásában jelent meg. Miután az első turnéjuknak vége lett, a zenekar gőzerővel elkezdett dolgozni új dalokon. A következő években a zenekar felvételeinek megváltozott a stílusa, már szimfonikus black metal stílusban játszottak és új tagokat kerestek. Miután létre jött az új felállás, az új típusú szövegírásnak köszönhetően létre jött a zenekar második albuma, a From the Wrong Side of the Aperture, mely elnyerte a kritikusok tetszését. Ezután Marjan Mijić kivált a zenekarból, az új énekes Jelena Stanićević volt, de a 2009-es Újvidéki EXIT Fesztiválon való fellépés után ő is elhagyta a zenekart. A zenekar a harmadik albumon dolgozik, az új énekes pedig David Lazar Galić a zenekar basszusgitárosa lett.

### Tagok
| Név                      | poszt              |
| ------------------------ | ------------------ |
| David Lazar Galić        | basszusgitár, ének |
| Branislav Stanković      | gitár              |
| Vanja Dušan Andrijašević | gitár              |
| Uroš Andrijašević        | gitár              |
| Milan Jejina             | dobok              |

### Korábbi tagok
| Név               | poszt |
| ----------------- | ----- |
| Marjan Mijić      | ének  |
| Miloš Kovačević   | dobok |
| Jelena Stanićević | ének  |
| Matija Dagović    | dobok |

## Diszkográfia

### Albumok
- Conflux (2004)
- From the Wrong Side of the Aperture (2009)